# عبدالله مجادی
عبدالله مجادی انگلیسی: Abdellah Medjadi Liegeon؛ زادهٔ ۱۳ دسامبر ۱۹۵۷) بازیکن فوتبال اهل الجزایر بوده است.
از باشگاه‌هایی که در آن بازی کرده‌است می‌توان به موناکو و استراسبورگ اشاره کرد. وی عضو تیم ملی فوتبال الجزایر در جام جهانی فوتبال ۱۹۸۶ بوده است.